# Verticia nigra
Verticia nigra är en tvåvingeart som beskrevs av Malloch 1927. Verticia nigra ingår i släktet Verticia och familjen spyflugor. Inga underarter finns listade i Catalogue of Life.